# الکس لیسی
الکس لیسی (انگلیسی: Alex Lacey؛ زادهٔ ۳۱ مهٔ ۱۹۹۳) بازیکن فوتبال اهل بریتانیا است.
از باشگاه‌هایی که در آن بازی کرده‌است می‌توان به باشگاه فوتبال ایست‌بورن بورو، باشگاه فوتبال یئوویل تاون، باشگاه فوتبال ایستلی، باشگاه فوتبال لوتون تاون، و باشگاه فوتبال تاروک اشاره کرد.